# Балота-де-Сус
Балота-де-Сус (рум. Balota de Sus) — село у повіті Долж в Румунії. Входить до складу комуни Мургаші.
Село розташоване на відстані 183 км на захід від Бухареста, 26 км на північ від Крайови.

## Населення
За даними перепису населення 2002 року у селі проживали 378 осіб, усі — румуни. Усі жителі села рідною мовою назвали румунську.